# فرانشيسك أرناو
فرانشيسك أرناو (بالإسبانية: Francesc Arnau) (مواليد 23 مايو 1975 في لاس بلاناس - إسبانيا) لاعب كرة قدم إسباني معتزل كان يجيد اللعب في مركز حارس مرمى .

## روابط خارجية
- فرانشيسك أرناو على موقع قاعدة بيانات كرة القدم.إي يو (الإنجليزية)
- فرانشيسك أرناو على موقع Soccerway.com (الإنجليزية)
- فرانشيسك أرناو على موقع عالم كرة القدم.نت (الإنجليزية)
- فرانشيسك أرناو على موقع كووورة